# La Chapelle-Saint-Maurice
Pour les articles homonymes, voir La Chapelle et Chapelle Saint-Maurice.
La Chapelle-Saint-Maurice est une commune française située dans le département de la Haute-Savoie, en région Auvergne-Rhône-Alpes.

## Géographie

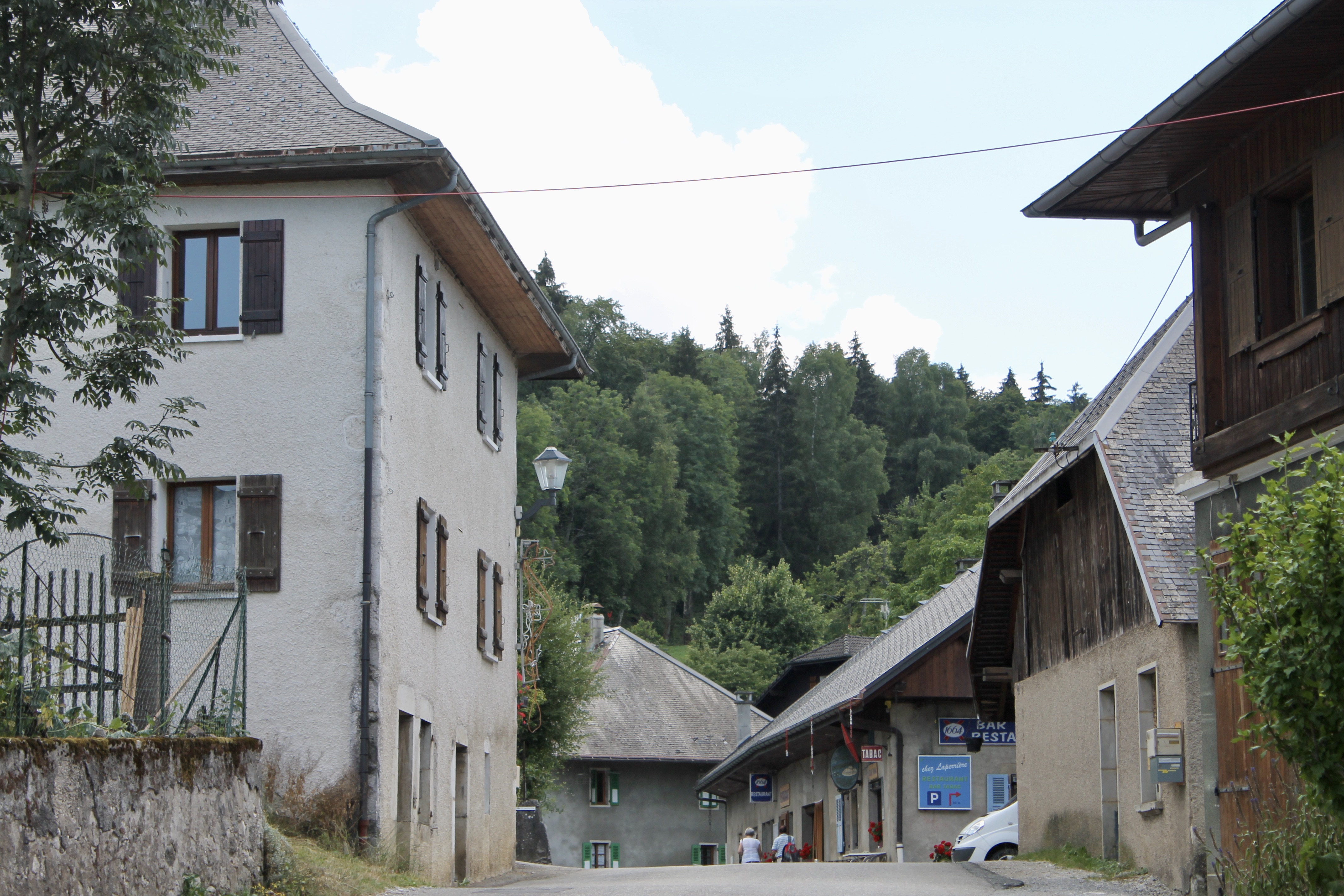
Rue principale (D10) du chef-lieu.

La commune de La Chapelle-Saint-Maurice est située dans le massif des Bauges, dans la vallée du Laudon, au sud d'Annecy.
La commune est membre du parc naturel régional du massif des Bauges.

## Urbanisme

### Typologie
Au 1er janvier 2024, La Chapelle-Saint-Maurice est catégorisée commune rurale à habitat dispersé, selon la nouvelle grille communale de densité à sept niveaux définie par l'Insee en 2022.
Elle est située hors unité urbaine. Par ailleurs la commune fait partie de l'aire d'attraction d'Annecy, dont elle est une commune de la couronne,. Cette aire, qui regroupe 79 communes, est catégorisée dans les aires de 200 000 à moins de 700 000 habitants,.

### Occupation des sols
L'occupation des sols de la commune, telle qu'elle ressort de la base de données européenne d’occupation biophysique des sols Corine Land Cover (CLC), est marquée par l'importance des forêts et milieux semi-naturels (67,4 % en 2018), en diminution par rapport à 1990 (69,1 %). La répartition détaillée en 2018 est la suivante : 
forêts (64,9 %), prairies (25 %), zones agricoles hétérogènes (7,5 %), espaces ouverts, sans ou avec peu de végétation (2,2 %), milieux à végétation arbustive et/ou herbacée (0,3 %).
L'IGN met par ailleurs à disposition un outil en ligne permettant de comparer l’évolution dans le temps de l’occupation des sols de la commune (ou de territoires à des échelles différentes). Plusieurs époques sont accessibles sous forme de cartes ou photos aériennes : la carte de Cassini (XVIIIe siècle), la carte d'état-major (1820-1866) et la période actuelle (1950 à aujourd'hui).

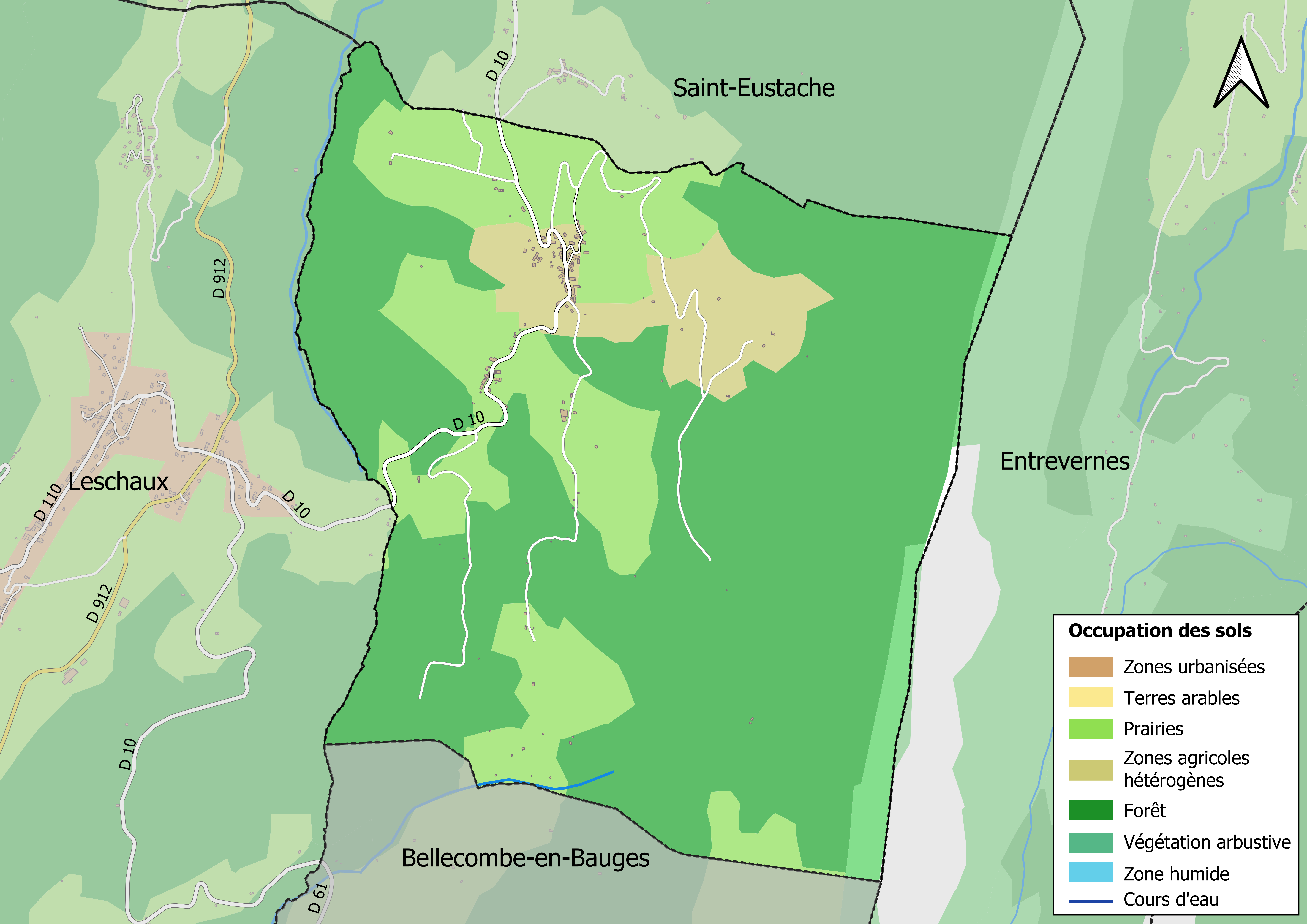
Carte des infrastructures et de l'occupation des sols en 2018 (CLC) de la commune.
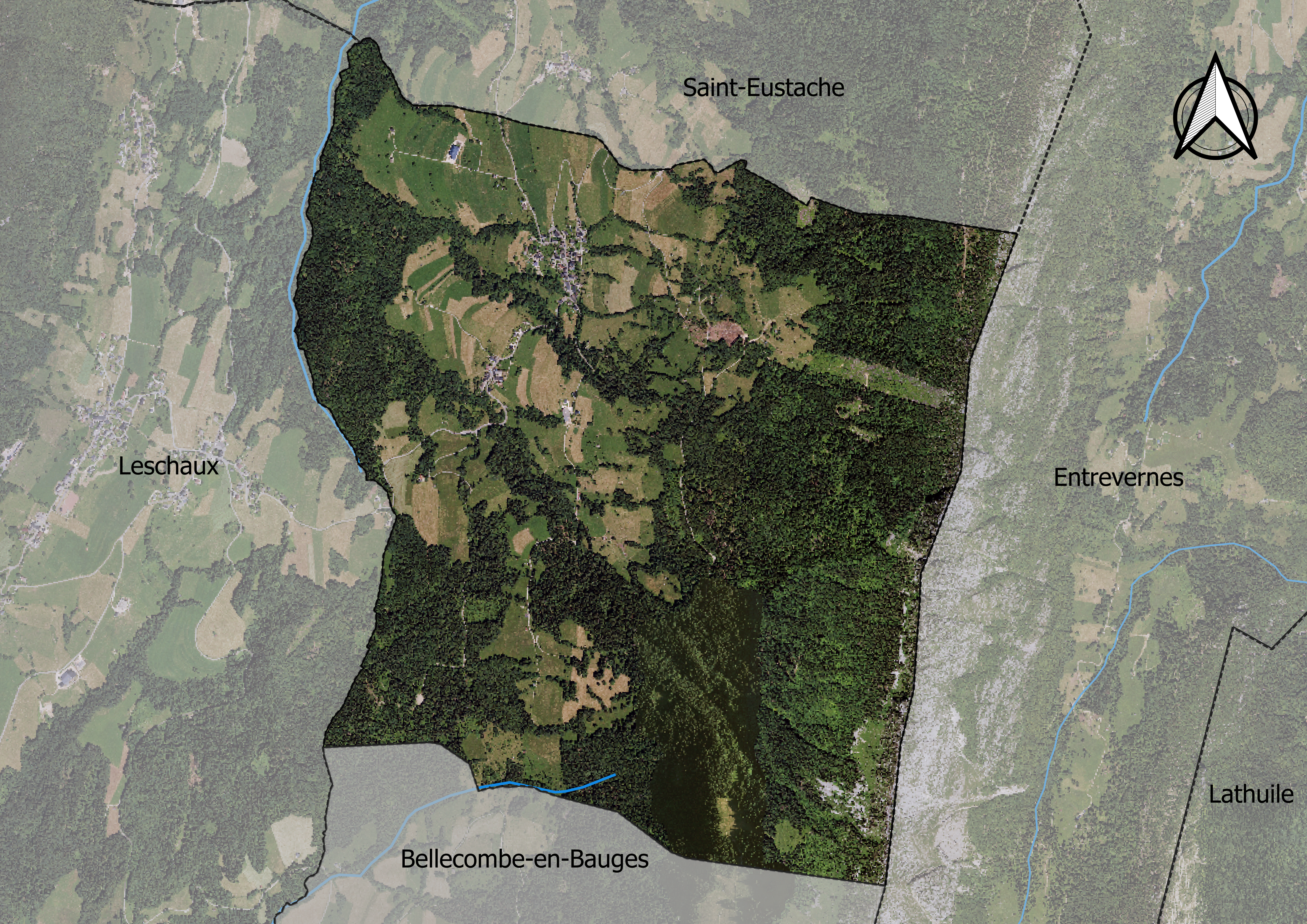
Carte orthophotogrammétrique de la commune.

## Toponymie
La section dite de La Chapelle-Blanche, relevant de la commune de Saint-Eustache, est érigée en commune indépendante, sous le nom de La Chapelle-Saint-Maurice, par décret du 6 janvier 1866,.
Le syntagme « -Saint-Maurice » renvoie au martyr et saint patron de la Savoie, Maurice d'Agaune.
En francoprovençal, le nom de la commune s'écrit La Shapala-San-Meuri, selon la graphie de Conflans.

## Histoire
Le premier édifice religieux de la Chapelle-Blanche a été fondé en 1375 par des bénédictins de Talloires. La chapelle est une filiale de Saint-Eustache.
François de Sales, évêque de Genève, est en visite pastorale le 13 juillet 1606, en présence du curé de la paroisse, Nicolas Challoz, Claude Proven et Jehan Jacquet.
L'actuelle église dédiée à saint Maurice est édifiée entre 1840 et 1842.
La commune de La Chapelle-Saint-Maurice est créée le 6 janvier 1866, le chef-lieu est installé à la Chapelle. Le territoire de cette commune correspondant à la section dite de la Chapelle-Blanche est détachée d'une partie de la commune de Saint-Eustache.

## Politique et administration

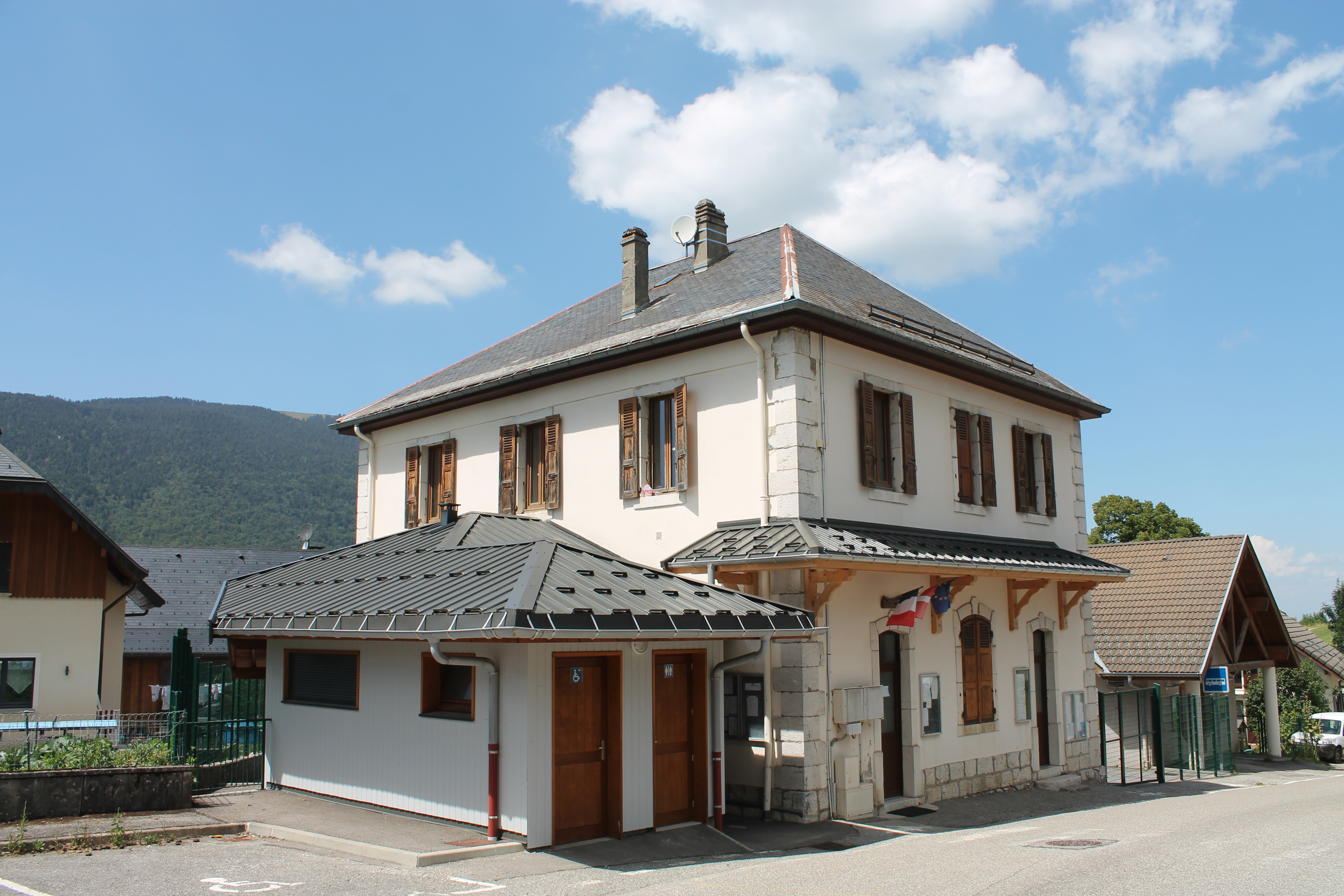
Mairie de La Chapelle-Saint-Maurice.

### Situation administrative
La Chapelle-Saint-Maurice est une commune du département de la Haute-Savoie, située dans le canton de Seynod, dans l'arrondissement d'Annecy. Elle était membre avec l'ensemble des communes de la partie ouest du « grand lac », aussi dénommée dans le passé « rive gauche » et actuellement « rive ouest », de la communauté de communes de la rive gauche du lac d'Annecy, remplacée par le Grand Annecy depuis le 1er janvier 2017. Les communes qui la composait sont Duingt, Entrevernes, Leschaux, Saint-Eustache, Saint-Jorioz et Sevrier.
La commune appartient à la deuxième circonscription de la Haute-Savoie.

### Liste des maires
| Période                                  | Période   | Identité              | Étiquette | Qualité |
| ---------------------------------------- | --------- | --------------------- | --------- | ------- |
| mars 2001                                | mars 2008 | Michel Barthier       | SE        | ...     |
| mars 2008                                | En cours  | Michel Mugnier-Pollet | SE        | ...     |
| Les données manquantes sont à compléter. |           |                       |           |         |

## Population et société

### Démographie
Ses habitants sont appelés les Chapellains et les Chapellaines.
L'évolution du nombre d'habitants est connue à travers les recensements de la population effectués dans la commune depuis 1866. Pour les communes de moins de 10 000 habitants, une enquête de recensement portant sur toute la population est réalisée tous les cinq ans, les populations de référence des années intermédiaires étant quant à elles estimées par interpolation ou extrapolation. Pour la commune, le premier recensement exhaustif entrant dans le cadre du nouveau dispositif a été réalisé en 2007.

En 2022, la commune comptait 118 habitants, en évolution de −4,84 % par rapport à 2016 (Haute-Savoie : +6,01 %, France hors Mayotte : +2,11 %).
| 1866 | 1872 | 1876 | 1881 | 1886 | 1891 | 1896 | 1901 | 1906 |
| ---- | ---- | ---- | ---- | ---- | ---- | ---- | ---- | ---- |
| 248  | 258  | 228  | 233  | 241  | 233  | 216  | 215  | 188  |

| 1911 | 1921 | 1926 | 1931 | 1936 | 1946 | 1954 | 1962 | 1968 |
| ---- | ---- | ---- | ---- | ---- | ---- | ---- | ---- | ---- |
| 193  | 174  | 172  | 158  | 131  | 115  | 105  | 121  | 112  |

| 1975 | 1982 | 1990 | 1999 | 2006 | 2007 | 2012 | 2017 | 2022 |
| ---- | ---- | ---- | ---- | ---- | ---- | ---- | ---- | ---- |
| 92   | 96   | 111  | 115  | 118  | 118  | 131  | 119  | 118  |

### Médias

#### Radios et télévisions
La commune est couverte par des antennes locales de radios dont France Bleu Pays de Savoie, ODS Radio… Enfin, la chaîne de télévision locale TV8 Mont-Blanc diffuse des émissions sur les pays de Savoie. Régulièrement, l'émission La Place du village expose la vie locale du bassin annécien. France 3 et sa station régionale France 3 Alpes peuvent parfois relater les faits de vie de la commune.

#### Presse et magazines
La presse écrite locale est représentée par des titres comme Le Dauphiné libéré, L'Essor savoyard, Le Messager - édition Genevois, le Courrier savoyard.

## Économie

### Tourisme
En 2014, la capacité d'accueil de la commune, estimée par l'organisme Savoie Mont Blanc, est de 24 lits touristiques répartis dans 6 structures, notamment 3 meublés.

## Culture et patrimoine

### Lieux et monuments

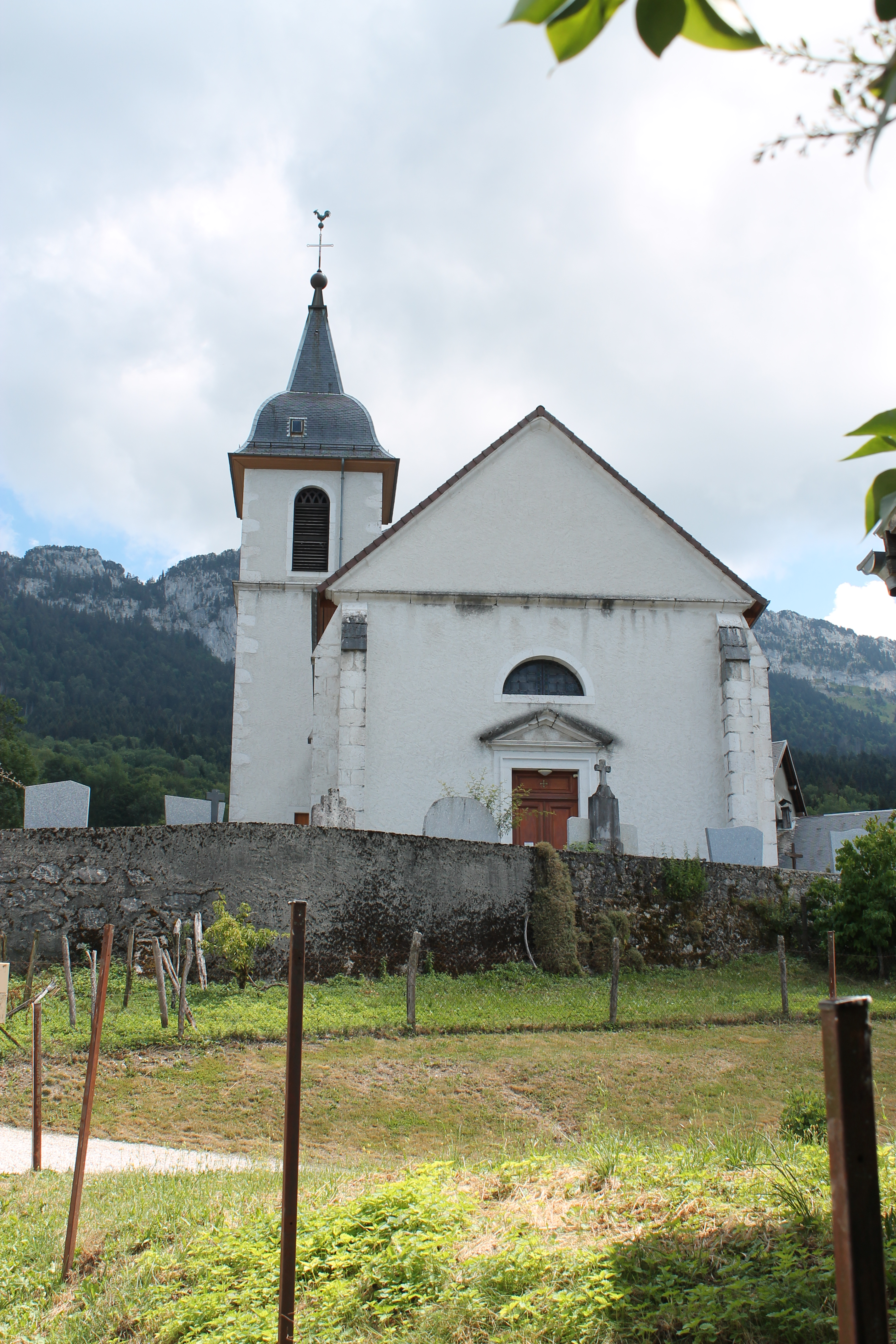
Façade de l'église Saint-Maurice.

- Église Saint-Maurice, construite dans un style néoclassique sarde entre 1840 et 1842[12].
- La commune est adhérente au parc naturel régional des Bauges.

### Environnement
Le territoire de la commune se trouve dans le parc naturel régional du massif des Bauges. Une partie est d'ailleurs classée dans la zone naturelle d'intérêt écologique, faunistique et floristique de type I du roc des Bœufs et de la montagne d'Entrevernes.